# Межрабпом-Русь
Акционерное общество «Межрабпо́м-Русь» — советская кинокомпания (акционерное общество со смешанным капиталом), созданная в 1923 году в Москве на базе двух организаций: «Международной рабочей помощи» (Межрабпом) и Художественного коллектива киноателье «Русь».

## История
В конце июля 1923 года произошло объединение Художественного коллектива киноателье «Русь» и кинобюро Межрабпома, 4 ноября 1923 на базе объединения Художественного коллектива киноателье «Русь» с кинобюро Межрабпома было организовано кинотоварищество «Межрабпом-Русь». Основателем кинокомпании был М. Н. Алейников. 
Производственные работы товарищества «Межрабпом-Русь» начались с осени 1923 года. Этму предшествовал период подготовки (ремонт и оборудование фабрики: ателье и лаборатории). Работа началась съёмкой художественных картин, попутно шло дооборудование фабрики. В мае 1924 года был организован научно-производственный отдел, в задачи которого входила съёмка агитационных и просветительских лент. 
1 августа 1924 года состоялось утверждение паевого кинооварищества «Межрабпом-Русь», был подписан договор между Художественным коллективом «Русь» и российским отделением Торгово-промышленного акционерного общества Aufbau Industrie und Handels AG (бывшим Межрабпомом) об организации Кинотоварищества «Межрабпом-Русь» для «совместного производства кинематографических картин, а равно и для совместной эксплуатации кинокартин как своего, так и чужого производства путём продажи и проката». Договор был подписан со стороны Торгово-промышленного акционерного общества — Ф. Мизиано, со стороны  Художественного коллектива «Русь» — Ю. А. Желябужским. Директором кинофабрики «Межрабпом-Русь» был назначен З. Ю. Даревский. Помимо Москвы, кинокомпания «Межрабпом-Русь» имело своё представительство в Тифлисе.

## Деятельность
15 октября 1924 года в кинокомиссии ГАХНа состоялся диспут о фильме «Аэлита» со вступительным докладом В. К. Туркина. 3 декабря на заседании комиссии ЦК ВКП(б) по политическому руководству работой киноорганизаций компании «Межрабпом-Русь» было отказано в ходатайстве о вывозе фильма «Аэлита» за границу для демонстрации. 
В 1925—1926 году кинокомпания при полной нагрузке могла выпускать до 15 художественных фильмов в год. По мере роста производства увеличивался капитал кинокомпании, валовый оборот на конец 1924 года составлял 223 тыс. рублей, на конец 1925 года — 1210 тыс. рублей. Помимо производственной деятельности кинокомпания занималась вывозом и продажей советских картин за границей. 1 ноября 1926 года на кинофабрике (улица Верхняя Масловка, дом 65) произошёл пожар, последствия которого удалось ликвидировать в короткие сроки.
В конце 1926 года товарищество «Межрабпом-Русь» было преобразовано в акционерное общество, основными акционерами которого стали Торгово-промышленный банк СССР, Центральный комитет Межрабпома и кинематографическое товарищество Художественный коллектив «Русь». 20 ноября 1926 года Экономическим совещанием РСФСР был утверждён устав акционерного общества. Согласно уставу АО основной его целью являлось «обслуживание культурно-просветительных потребностей населения путём производства и продажи кинематографических картин и аппаратуры, фотокиносырья и химикалий». 30 декабря 1926 года на учредительном собрании акционеров председателем правления был избран Б. Ф. Малкин, членами правления: М. Н. Алейников, Н. М. Зубков, Г. К. Власов, Е. М. Шалыто (по другим сведениям А. М. Шалыто). Членами совета стали: А. В. Луначарский, Н. А. Семашко, В. Н. Александров, А. Е. Аксельрод, Ф. Мизиано, Г. Л. Наглер. 
По затратам на кинопроизводство в 1926—1927 годах кинокомпания уступала лишь АО «Совкино», в кинокомпании работало 11 режиссёров, производственный план на 1927—1928 год предусматривал создание 24 художественных и 10 научно-популярных картин. Кинокомпания активно привлекала для работы молодых киноработников. В феврале 1927 года в кинокомпании была организована группа детского кино.
В 1928 году члены Художественного совета кинокомпании были обвинены в формализме и в создании мещанских сценариев на киностудии.
По оценке киноведа В. И. Фомина, за несколько лет существования кинокомпания «Межрабпом-Русь»:

превратилась в самую продвинутую и быстро растущую киноорганизацию. Там были собраны едва ли не лучшие кадры молодой советской кинематографии, а сама кинофабрика по своему производственному и техническому оснащению стала самой продвинутой советской киноорганизацией. На ней была и лучшая организация кинопроизводства, основанная на преемственности дореволюционного опыта и на вдумчивом использовании организационных достижений зарубежного кино.

В 1928 году АО «Межрабпом-Русь» было преобразовано в киностудию «Межрабпомфильм» (в 1936 году преобразована в киностудию «Союздетфильм», которая в 1948 году окончательно была переименована в Киностудию имени М. Горького).

## Фильмы

### Игровое кино
- 1924 — Четыре и пять
- 1924 — Аэлита
- 1924 — Морозко
- 1924 — Особняк Голубиных
- 1924 — Папиросница от Моссельпрома
- 1925 — Дорога к счастью
- 1925 — Дитя Госцирка
- 1925 — Закройщик из Торжка
- 1925 — Коллежский регистратор
- 1925 — Шахматная горячка
- 1926 — Механика головного мозга
- 1926 — Дина Дза-Дзу
- 1926 — Мать
- 1926 — Мисс Менд
- 1926 — Медвежья свадьба
- 1926 — Процесс о трёх миллионах
- 1927 — Девушка с коробкой
- 1927 — Земля в плену
- 1927 — Дон Диего и Пелагея
- 1927 — Конец Санкт-Петербурга
- 1927 — Москва в октябре
- 1927 — Поцелуй Мэри Пикфорд
- 1927 — Сорок первый
- 1927 — Победа женщины
- 1927 — Человек из ресторана
- 1927 — Чужая
- 1928 — Дом на Трубной
- 1928 — Ледяной дом

### Мультипликация
- 1924 — Межпланетная революция
- 1925 — Старт — (не сохранился)
- 1926 — Два оркестра — (не сохранился)
- 1927 — Будем зорки
- 1927 — Даёшь хороший лавком! — (не сохранился)
- 1927 — Каток
- 1927 — Мойдодыр
- 1927 — Надо знать кого выбирать — (не сохранился)
- 1927 — Не зевай — (не сохранился)
- 1927 — Одна из многих
- 1927 — Приключения болвашки
- 1928 — Сенька-африканец (Крокодил Крокодилович)
- 1928 — Грозный Вавила и тетка Арина
- 1928 — Сказ про бедняка и батрака — (не сохранился)

## Комментарии
1. ↑  До декабря 1926 года — Паевое кинотоварищество «Межрабпом-Русь».